# 佩拉希伊夫卡
佩拉希伊夫卡（羅馬化：Pelahiyivka）是烏克蘭東部頓涅茨克州霍尔利夫卡区奇斯佳科韦市镇内的市級鎮。始建於1902年，海拔高度321米，面積17平方公里，2011年人口17,891，人口密度每平方公里1,052.41人。